# チャイナショック (国際経済学)
チャイナショック (英: The China shock) は、国際経済学の文脈では、2001年の中国の世界貿易機関への加盟前後に中国から米国や欧州への輸出が増加したことと、それによる輸入国における経済的な影響のこと。 

## 概要
中国からの輸入の急増によって、米国の製造業の雇用者数が55万人減少したことが示されており、これは2000年から2007年までの米国の雇用者数の減少（180万-200万人）の16％に相当する。また別の研究はチャイナショックによる雇用の減少は180万から200万人であるとしている。200万から240万人とする研究もある。製造業の雇用減少はノルウェイやスペイン、ドイツでも観察されている。米国において中国との輸入競争に直面した地域では、失業率が上昇、労働市場参加率が低下、さらに賃金が低下したことが示されている。
製造業など米国の特定の市場では負の影響を受けたが、貿易全体（輸出入）を考慮すると1991年から2011年の期間で米国経済全体として雇用と厚生が上昇したことも示されている。これらの主張はデイビッド・オーターやデイビッド・ドーン、ゴードン・ハンソンらに反駁されており、彼らは「国全体で見ると、輸入競争に直面した産業では雇用が減少しており、他の産業の雇用増加は輸入競争産業の雇用減少を相殺するほど大きくない」と述べている。2017年に発表された研究では、輸出入を考慮するとドイツ経済では雇用の増加の効果があったとされている。
消費財の輸入を通じたチャイナショックは2006年頃に終焉しているが、資本財の輸入を通じた影響は2012年頃まで継続し、現在も特定の品目の輸入を通じた影響があることが示唆されている。また、チャイナショックの米国経済への影響を研究してきているデイビッド・オーター、デイビッド・ドーン、ゴードン・ハンソンは環太平洋パートナーシップ協定を支持している。彼らは、TPPの締結によって米国が比較優位のある知識集約的な産業での貿易が増加し、中国がその加盟国になれば中国に法令遵守・品目規格の遵守についての圧力をかけることができ、TPPを反故にしても製造業の生産を米国に戻すのにあまり貢献しないと述べている。

## 背景
1991年時点は米国では中国からの輸入はGDPで1%たらずであった。しかし、1990年代のコミュニケーション技術・輸送技術の改善によって生産拠点を中国などの低賃金国に移転することが容易になった。2001年の中国のWTOへの加盟、中国の市場経済化、政府の市場への介入の減少によって中国の輸出企業の生産性が改善した。中国は1980年代から欧州と米国から最恵国待遇を受けていたが、最恵国待遇の地位は毎年米国議会で承認されなければならなかったため、中国の輸出企業が直面する関税率は毎年更新の可能性があった。これによって、中国からの輸出は低水準にとどまっていた。

## 政治的影響
中国からの輸入の急増によって、ポピュリズムとグローバリゼーションへの懐疑論が高まったことが示されている。また、イギリスの中国との輸入競争に直面した地域ではイギリスの欧州連合離脱への国民投票で賛成を投じた人が多かったことも示されている。
また、中国からの輸入の急増によって米国内で政治的二極化が強まったことも示されている。さらに、中国からの輸入が2016年アメリカ合衆国大統領選挙におけるドナルド・トランプの勝利に影響したことも示唆されている。それによると、もし米国における中国からの輸入が実際よりも50%少なければ、ミシガン州、ウィスコンシン州、ペンシルバニア州では民主党候補が勝利していたことが示唆されている。
イタリアでは、中国との輸入競争で打撃を受けた繊維に特化していた地域で同盟への支持が拡大したことが示されている。

## 社会的影響
中国からの輸入の急増によって、米国で高校卒業率が上昇したことが示されている。輸入競争によって高校を卒業していない労働者の就業状況が悪化したからであると考えられている。経済学者サミュエル・ハモンドは、2000年の10月に中国に恒久的通常貿易関係（PNTR）が与えられることが決定し、2001年に中国がWTOに加盟したことによって様々な社会的な影響があったと述べている。彼は、「PNTRは今世紀の米国の様々な負の側面と関連している。負の側面とは、何百万もの高給な製造業の職が失われたこと、婚姻率の低下、自殺の増加、住宅価格の上昇、都市部の中世レベルの高い所得格差、政治的二極化、左右のポピュリスト政治の席巻、民主政治への信頼の失墜などである。これらすべてを貿易のせいにするのはもちろん早計であるが、チャイナショックはこれらすべてと一次的効果、あるいは政治を通じた影響などの二次的効果を通じて関連しているように思える。」と述べている。
また、米国において、中国からの輸入の急増で雇用が失われたことで、軍隊への入隊が増加したことも示されている。